# Arcane (prestidigitation)
Pour les articles homonymes, voir Arcane.

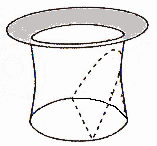
Double fond d'un chapeau Haut-de-forme

Arcane du corps scié dans une boite

Dans l'art magique et la prestidigitation, l'arcane est l'explication gardée secrète du fonctionnement ou de la série de passes grâce auxquelles est réalisé le tour.
La règle déontologique « du secret », qui est de mise dans ces domaines, est de plus en plus souvent violée (voir débinage), notamment dans des émissions de télévision et par le commerce des « marchands de trucs » qui vendent à tous et chacun des livres et des vidéos qui dévoilent les trucages, artifices et méthodes employés par les magiciens. Cependant, les meilleurs magiciens s'efforcent en permanence de mettre au point de nouvelles méthodes, si bien que, même en connaissant les méthodes « classiques », on reste épaté.